# Jangrot (gmina)
Jangrot (alt. Jangród; od 1973 Trzyciąż) – dawna gmina wiejska istniejąca do 1954 roku w woj. kieleckim i woj. krakowskim. Siedzibą władz gminy był Jangrot.
W okresie międzywojennym gmina Jangrot należała do powiatu olkuskiego w woj. kieleckim. 1 kwietnia 1939 roku część obszaru gminy Jangrot (gromada Mostek) weszła w skład gminy Szreniawa w powiecie miechowskim.
Po wojnie gmina przez bardzo krótki czas zachowała przynależność administracyjną, lecz już 18 sierpnia 1945 roku została wraz z całym powiatem olkuskim przyłączona do woj. krakowskiego. 1 stycznia 1950 roku część obszaru gminy Jangrot (gromada Kolbark) weszła w skład nowej gminy Klucze.
Według stanu z dnia 1 lipca 1952 roku gmina składała się z 18 gromad: Braciejówka, Chełm, Chrząstowice, Glanów, Gołaczewy, Imbramowice, Jangrot, Małoszyce, Michałówka, Podchybie, Porąbka, Sucha, Tarnawa, Troks, Trzyciąż, Zadroże, Zagórowa i Zarzecze. Jednostka została zniesiona 29 września 1954 roku wraz z reformą wprowadzającą gromady w miejsce gmin. Po reaktywowaniu gmin z dniem 1 stycznia 1973 roku gminy Jangrot nie przywrócono, utworzono natomiast jej terytorialny odpowiednik, gminę Trzyciąż w tymże powiecie.